# Leonhard Drach
Leonhard Josef Hubert Drach (* 9. März 1903 in Aachen; † 12. Januar 1996 in Ludwigshafen am Rhein) war ein deutscher Jurist und Kriegsverbrecher. Während der deutschen Besatzung Luxemburgs durch die Wehrmacht erwirkte er dort als Staatsanwalt zahlreiche Todesurteile.

## Leben

### Ankläger in der Zeit des Nationalsozialismus
Leonhard Drach wuchs in seiner Geburtsstadt Aachen auf und schloss dort die Schule ab, anschließend studierte er Jura in Köln und in Bonn. 1928 legte er sein zweites juristisches Staatsexamen ab und war zunächst als Assessor in Aachen tätig. Ab 1932 arbeitete er als „Hilfsarbeiter“ bei der Staatsanwaltschaft in Trier und war ab April 1933 Sachbearbeiter für Presse- und politische Strafsachen. Im selben Jahr trat er dem NS-Rechtswahrerbund sowie der SA bei und wurde förderndes Mitglied der SS. Zum 1. Mai 1933 trat er auch der NSDAP bei (Mitgliedsnummer 2.041.949). 1934 bekam er eine planmäßige Anstellung als Staatsanwalt und war von 1937 bis 1940 auch Mitarbeiter im Gaurechtsamt.
Im August 1940 wurde Drach in das deutsch besetzte Luxemburg zum Stab des Chefs der Zivilverwaltung abgeordnet sowie ab 1941 gleichzeitig Erster Staatsanwalt in Koblenz. In Luxemburg war er Sachbearbeiter und Vertreter der Staatsanwaltschaft beim dortigen neu gebildeten Sondergericht und wirkte bei zahlreichen Gerichtsverfahren als Ankläger mit, bei denen er erfolgreich die Todesstrafe forderte. Für seine „Aufbauarbeit“ und seine „sachliche Erledigung politischer Strafverfahren“ wurde ihm das Kriegsverdienstkreuz 2. Klasse ohne Schwerter verliehen.

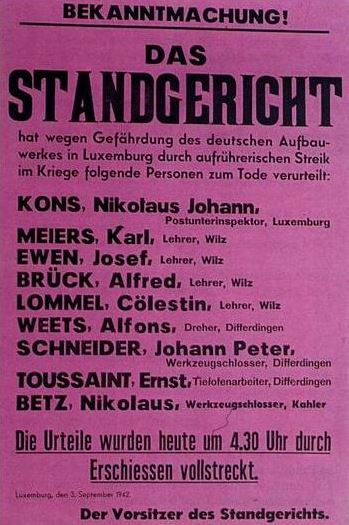
Bekanntgabe der Todesurteile durch das Standgericht, bei dem Leonhard Drach als Vertreter der Anklage mitgewirkt hatte.

Am 30. August 1942 wurde in Luxemburg aus Protest gegen die Zwangsrekrutierung luxemburgischer Männer in die Wehrmacht ein Generalstreik ausgerufen. 20 mutmaßliche Drahtzieher wurden von den deutschen Besatzern festgenommen. Drach war Vertreter der Anklage, und, entsprechend seinen Anträgen, wurde von einem Standgericht unter dem Vorsitz von Gestapo-Chef Fritz Hartmann über alle Angeklagten das Todesurteil verhängt. Die verurteilten Männer wurden wenig später in der Nähe des SS-Sonderlagers Hinzert durch Erschießen hingerichtet.
Als Anfang September 1944 Luxemburg von den Alliierten befreit wurde, brachten die deutschen Behörden ihre Akten nach Trier. Dort wurden im Hof des Justizgebäudes die Justizakten verbrannt, die Drach zu diesem Zweck aus dem Fenster seines Büros warf.

### Anklage und Laufbahn nach dem Krieg
Nach dem Kriegsende wurde Drach interniert und nach Luxemburg überführt. Im sogenannten „Luxemburger Juristenprozeß“ von 1948/49 und im sogenannten „Standgerichtsprozeß“ von 1951 wurde er aufgrund des „Gesetzes zur Bestrafung von Kriegsverbrechern“ zu insgesamt 15 Jahren mit Zwangsarbeit verurteilt, aber schon 1954 begnadigt. Luxemburgs Staats- und Außenminister Pierre Werner: „Drach wurde unter Anwendung von Menschlichkeitsmaßstäben, die ihm bei seiner eigenen Tätigkeit völlig fremd gewesen waren, begnadigt und in seine Heimat entlassen.“ Der damalige Justizminister Victor Bodson, der die Begnadigungsurkunden unterschrieben hatte, formulierte es drastischer: „Wir haben den Dreck über die Mosel abgeschoben.“
Nach seiner Entlassung aus der Haft in Luxemburg wurde Drach trotz Kenntnis seiner Aktivitäten in der NS-Zeit sowie seiner Verurteilung in den Justizdienst des Landes Rheinland-Pfalz übernommen. Zunächst war er Erster Staatsanwalt zur Wiederverwendung, dann Hilfsstaatsanwalt in Frankenthal, später erhielt er die Einweisung in die frühere Rechtsstellung als Erster Staatsanwalt und ständiger Vertreter des Leiters der Staatsanwaltschaft Frankenthal. 1960 wurde er zum Oberstaatsanwalt befördert.

### Die Affäre Nowack
Im Dezember 1961 verurteilte das Landgericht Frankenthal den ehemaligen Finanzminister von Rheinland-Pfalz, Wilhelm Nowack, wegen Untreue im Amt zu sechs Monaten Gefängnis auf Bewährung und zu 2000 Mark Geldstrafe. Er hatte 1955 als Aufsichtsratsvorsitzender der überwiegend landeseigenen Frankenthaler Schnellpressenfabrik mitentschieden, dass 50 Jungaktien weit unter Kurs an „bewährte Mitarbeiter“ verkauft wurden, Nowack selbst hatte 20 Anteile erworben und der Kultusminister von Rheinland-Pfalz, Eduard Orth, 16 Anteile erhalten. Anklagevertreter in diesem Prozess war Leonhard Drach. Nachdem Drach eine zweite Anklage – dieses Mal wegen Meineids – gegen Nowack erhoben hatte, besorgte sich Nowack, der sich ohnehin zu Unrecht verurteilt fühlte, weiteres Material in Luxemburg, unter anderem durch den ehemaligen Minister Bodson, und schrieb einen offenen Brief an die Frankfurter Neue Presse: „Man hat sich nicht entblödet ausgerechnet diesen notorischen Helfershelfer nationalsozialistischer Terrorjustiz zum Ankläger gegen mich zu machen.“ Die Justiz habe „diesen Leon Drach ... wieder in den Kreis ihrer Richter und Staatsanwälte eingereiht, so als ob nichts oder schlimmstenfalls ein pensionsfähiges 'Kavaliervergehen' vorläge“. Nowack: „Ich lehne es ab, mich von einem Kriegsverbrecher anklagen zu lassen.“ Wahrscheinlich hatte Nowack allerdings schon wesentlich früher Kenntnis von Drachs Vergangenheit, war doch sein Verteidiger, Edmund Dondelinger, ebenfalls in einem Luxemburger Kriegsverbrecher-Prozess verurteilt worden und hatte mit Drach gemeinsam in Untersuchungshaft gesessen.
Der rheinland-pfälzische Justizminister Fritz Schneider nahm Leonhard Drach in Schutz und verteidigte die Entscheidung seiner Behörde, diesen wieder eingestellt zu haben. Zwar sei dieser verurteilt worden, doch habe er die Strafe abgebüßt und sei begnadigt worden. Die Zeit berichtete: „Indessen, so fügte Schneider hinzu, sei Drach aus diesen Strafen wegen begangener Kriegsverbrechen, kein Vorwurf zu machen. Ein Spruchkammerverfahren habe nämlich ergeben, daß er im guten Glauben an die Rechtmäßigkeit seines Verhaltens gehandelt habe. Gegen Drachs Wiedereinstellung in den Justizdienst hätten sich deshalb keine Bedenken ergeben.“ Der Vorsitzende der CDU-Fraktion im rheinland-pfälzischen Landtag, Helmut Kohl, war der Meinung, der Geist der Entnazifizierung könne nicht ständig heraufbeschworen werden. „Wenn es nicht gelingt, die Generation, die einst das Dritte Reich getragen hat, in die Demokratie einzugliedern, wird es nie eine lebendige Demokratie geben.“ Die Zeit nannte diese Äußerung „peinlich“.
Der luxemburgische Außenminister Werner hingegen erklärte: Der 62-jährige Oberstaatsanwalt Leo Drach sei ein Kriegsverbrecher. Seine Ehrenrettung durch den Mainzer Justizminister „stellt eine völlige Verkennung der unmenschlichen Verfolgungsmaßnahmen dar, die während des Krieges in Luxemburg ergriffen wurden“. In einem Interview nannte der ehemalige Justizminister und nunmehrige Parlamentspräsident Bodson Leonhard Drach „den schlimmsten Ankläger während des Krieges in Luxemburg“. Dieser habe schon wegen belangloser Delikte die Todesstrafe gefordert. Er selbst habe Drach 1954 nur aus menschlichen Rücksichten begnadigt und „nicht, weil er es verdient hätte“.
Nach der Aufdeckung des ganzen Sachverhalts und der Einsetzung eines Parlamentarischen Untersuchungsausschusses wurde Leonhard Drach auf eigenen Antrag hin zum 30. April 1966 in den Ruhestand versetzt. Drach wurde im Braunbuch der DDR aufgeführt. Im hohen Alter wurde er in einem Video interviewt, in dem er sagte: „Ich habe nur nach Recht und Gesetz gehandelt.“